# Kill the Poor
Kill the Poor ist ein Lied der US-amerikanischen Politpunk-Band Dead Kennedys. Es erschien im Oktober 1980 als Single mit der B-Seite In-Sight.

## Beschreibung
Das Lied thematisiert auf satirische Weise den Umgang mit der fortschreitenden Armut in den USA. So ruft Jello Biafra in dem Text dazu auf, sich der Arbeitslosen und Armen mit Hilfe der Neutronenbombe zu entledigen. Die Armen werden als nutzlose Belastung für den Staat angesehen, weil sie nichts zu dessen Einnahmen beitragen, sondern nur Kosten für Sozialleistungen verursachen.
Musikalisch ist das Lied ein schnelleres, im Punkrock übliches Lied, das aus einfachen D-, C- und A-Akkorden besteht.
Das Lied erschien in den USA im Oktober 1980 auf dem bandeigenen Label Alternative Tentacles, in Großbritannien bei Cherry Red Records. Dort stieg das Lied am 1. November 1980 in die Charts ein, in denen es sich drei Wochen lang halten konnte, und erreichte als Spitzenplatzierung Rang 49 der Charts.
Zudem erschien 2019 eine Cover-Version der Metal-Band Trivium.

## Popkulturelle Referenzen
Die Band Pascow erwähnte das Lied in ihrem Song Zeit des Erwachens vom Album Diene der Party:

„Strophe eins und das, das wars,

das eigene Zimmer wird zu klein.

Zweite Minute und dann weißt du,

wirst nie mehr der Gleiche sein.

Die Sammelkarten in den Keller,

alte Poster von der Wand,

als Deine eigene Geschichte

zu Kill the Poor den Anfang, ihren Anfang, fand.“